# 陳錦倫
陳錦倫（1965年4月30日—），南投縣人，民主進步黨籍。曾擔任第14、15及16屆南投縣議員、民進黨南投縣黨部主委等職。現任行政院中部聯合服務中心副執行長。
2009年12月5日參選魚池鄉長當選，同年12月23日中國海協會會長陳雲林來台遊歷日月潭，他與其餘民進黨籍縣議員全體抵制出席歡迎晚宴。
任內儘管魚池鄉內的日月潭為中國大陸遊客必遊景點、並曾多次被中國大陸多個鄉鎮爭相邀約締結姊妹鄉鎮，該鄉的民間社團也屢被邀約交流，均被他以地方財政困難，無力招待這些來交流的單位為由予以婉拒。
2014年11月29日，在同額競選的情形下，以100%的得票率當選連任。

## 選舉

### 2014年
| 號次 | 候選人 | 性別 | 政黨       | 得票數 | 得票率  | 當選標記 |
| ---- | ------ | ---- | ---------- | ------ | ------- | -------- |
| 1    | 陳錦倫 | 男   | 民主進步黨 | 9,265  | 100.00% |          |